# 日本IR協議会
一般社団法人日本IR協議会(にほんアイアールきょうぎかい)は、IR活動の普及と質の向上を目指して活動している日本で唯一の民間の非営利団体。IR活動に関する調査、研究、情報提供、会員の相互交流等の活動を通して日本のIR活動の情報センターとしての役割を果たしている。略称はJIRA。

## 解説

### 目的
インベスター・リレーションズ（以下IR）に関係する各界が結集し、企業の財務およびコミュニケーション活動のあり方を研究・開発するとともに普及啓発活動を通して健全な金融・資本市場育成に寄与すること。

### 事業
1. IR に関する資料収集および情報・知識ノウハウの蓄積
2. IR に関する調査・研究・開発
3. IR に関する人材育成
4. IR に関するシンポジウムおよびセミナー等の開催
5. IR に関する書籍、雑誌の出版
6. IR 普及啓発のためのタイムリーな活動
7. IR ビジネスにかかわる人々の交流促進
8. IR 内外関係機関等との交流および協力
9. より良いIRのための施策提言
10. 前各号に掲げるもののほか、本会の目的を達成するために必要な事業

(定款より)

## 会員

### 会員の種類
協議会の会員は、協議会の目的に賛同して入会した次の法人および個人とし、特別法人会員及び法人会員をもって、一般社団法人及び一般財団法人に関する法律(一般法人法)上の社員とする。
- 特別法人会員（特別法人会費を納入する法人）
- 法人会員（法人会費を納入する法人）
- 個人会員（個人会費を納入する個人）

### 入会の手続き
協議会へ入会しようとする者は、理事会が定める書類により事務局へ申込みを行う。入会の可否については、社員総会が別に定める基準により、理事の過半数の承認をもって決定する。申込者には通知がある。特別法人会員及び法人会員として入会を承認された申込者は、一般法人法上の社員として入社したものとみなす。

## 歴史

### 沿革
- 1993年 - 日本IR協議会が設立される。国際IR連盟（IIRF）に加盟。15番目のメンバーとなる。

- 1996年 - 第１回IR優良企業賞の開催
- 1998年 - 「第１回東京IR大会」開催
- 2000年 - 「第１回大阪IR大会」開催
- 2007年 - 国際IR連盟（ＩIRＦ）の年次大会を東京で共同開催
- 2010年 - 一般社団法人に移行する。

### 歴代会長
| 代 | 会長     | 所属(当時)                                   | 在任期間        |
| -- | -------- | -------------------------------------------- | --------------- |
| 1  | 歌田勝弘 | 味の素名誉会長                               | 1993年- 2007年  |
| 2  | 澤部肇   | ＴＤＫ代表取締役会長                         | 2007年 - 2012年 |
| 3  | 隅修三   | 東京海上ホールディングス取締役会長           | 2012年 - 2018年 |
| 4  | 泉谷直木 | アサヒグループホールディングス代表取締役会長 | 2018年 - 現在   |

## 企業賞
優れたIR活動を実施している会員企業に対し以下の賞を設けている。

### IR優良企業賞
毎年1回、優れたIR活動を実施している企業を会員企業の中から選定している。審査委員会はアナリスト、投資家、報道機関などで構成されており、応募企業が申告する「調査票」の結果を踏まえて、「IR優良企業」を決定している。IRに熱心な「中・小型株企業」には、「IR優良企業奨励賞」が設けられている。2005年からは、長期間にわたって優れたIRを継続している企業や、顕著なIRを実施していた企業を称える「特別賞」を設けるとともに、優良企業賞の受賞が3回目となる企業は「大賞」として表彰することとしている。「IR優良企業」は株価や時価総額を高水準に保つ傾向が見られている。

### “共感！” IR賞（共感賞）
IR優良企業賞の開催25回目を機に2020年に新設したもので、IR優良企業賞に応募した企業の視点を「投票」によって反映させ、積極的なIR活動を共有し、ベストプラクティスの実現を目指すことを目的としている。